# Santiago Arévalo Llácer
Santiago Arévalo fue alcalde de Enguera, municipio de Valencia (España) desde el 3 de julio de 1999 hasta mayo de 2015.
Nació en Enguera (Valencia) el 11 de marzo de 1966. Fue concejal del Ayuntamiento de Enguera en 1995 y candidato a la alcaldía en 1999 por el Partido Popular (PP). Consiguió el triunfo por mayoría absoluta tras veinte años de gobierno socialista. Fue campeón de ajedrez de España con 13 años.
En su gestión municipal cabe destacar los logros siguientes: construcción del nuevo centro de salud Doctor Rafael Romeu, construcción del nuevo Instituto de Enseñanza Secundaria, Plan integral de riego, Museo Arqueológico Municipal, nueva rotonda de entrada, así como la entrega de libros de texto gratuitos para los niños en enseñanza obligatoria  construcción de la escuela de adultos, construcción de la piscina cubierta, construcción del estadio de fútbol "Villa de Enguera", construcción del campo de fútbol 7, construcción de la pista de pádel, construcción del nuevo ayuntamiento, construcción de diversos parques y paseos en Enguera, reforma de la ermita de san Cristóbal, construcción del parque eólico, instalación de la fábrica de COBOPA, asfalto y arreglo de diversos caminos y carreteras, entre ellas la que conecta Enguera con Navalón, instalación de bombillas "led" en el alumbrado público, realización de reformas en las instalaciones públicas, construcción de calles, aparcamiento, nombramiento de parajes naturales, entre ellos Umbría La Plana, construcción de la vía serrata en la mota, elaboración de charlas y talleres, planes de empleo, la puesta en marcha de la guardería municipal, entre otros.
A principios de 2006 era miembro electo del Comité Ejecutivo Provincial del PP y Presidente Comarcal en La Canal de Navarrés.